# Deus
För rockbandet, se Deus (musikgrupp).
Deus är det latinska ordet för "Gud" eller "gudom".
Det latinska ordet deus och dīvus, "gudomlig", härleds från proto-indoeuropeiska *deiwos. Ordet motsvarar grekiska Zeus (Ζεύς zdeús; aiolisk grekiska Δεύς deús), forngermanskt tiwaz, fornnordiska tyr, plural tivar och sanskrit देव deva, 'gud, gudomlig'. Samma ord, daiva, utvecklades på det iranska området till att betyda "demon". 
Det ursprungliga indoeuropeiska ordet *deiwos anses ofta hänga samman med ett ord för "himmel". 
I klassisk latin var deus (femininum dea) ett allmänt substantiv för en gudom, medan divus (femininum diva) användes för någon eller något som hade blivit gudomligt, exempelvis en romersk kejsare. 
På latin kom genom kyrkans maktställning ordet Deus att efterhand främst användas för kristendomens Gud. Det togs upp i romanska språk som dieu (franska), dios (spanska), deus (portugisiska), dio (italienska) etc.

## Deus i teologisk terminologi
Under 1600-talet och 1700-talet kom genom upplysningen en förändrad syn på Gud. Detta tydliggjordes bland annat i begreppen teism, representerande ett traditionellt synsätt, och deism, panteism m.m. som exempel på nyare. Företrädare för de senare synsätten markerade ibland sitt synsätt genom att använda ordet Deus för Gud.

## Övrigt
- Stewie i TV-serien Family Guy använder ofta uttrycket "What the Deus!"
- I boken 3001 - Den sista resan av Arthur C Clarke används Deus uteslutande i stället för Gud i olika uttryck, till exempel: "For the love of Deus".